# 兴华街道 (吉林市)
兴华街道，是中华人民共和国吉林省吉林市昌邑区下辖的一个乡镇级行政单位。

## 行政区划
兴华街道下辖以下地区：
东厂宅社区、三角地社区、南厂宅社区、幸福社区、中兴社区和矿建社区。